# Urdari
Urdari é uma comuna romena localizada no distrito de Gorj, na região de Oltênia. A comuna possui uma área de 34.27 km² e sua população era de 3140 habitantes segundo o censo de 2007.